# Municipio de Perry (condado de Clinton)
El municipio de Perry (en inglés: Perry Township) es un municipio ubicado en el condado de Clinton en el estado estadounidense de Indiana. En el año 2010 tenía una población de 1459 habitantes y una densidad poblacional de 17 personas por km².

## Geografía
El municipio de Perry se encuentra ubicado en las coordenadas 40°12′53″N 86°38′5″O / 40.21472, -86.63472. Según la Oficina del Censo de los Estados Unidos, el municipio tiene una superficie total de 85.83 km², de la cual 85,8 km² corresponden a tierra firme y (0,04 %) 0,04 km² es agua.

## Demografía
Según el censo de 2010, había 1459 personas residiendo en el municipio de Perry. La densidad de población era de 17 hab./km². De los 1459 habitantes, el municipio de Perry estaba compuesto por el 96,3 % blancos, el 0,21 % eran afroamericanos, el 0,69 % eran asiáticos, el 1,23 % eran de otras razas y el 1,58 % eran de una mezcla de razas. Del total de la población el 2,88 % eran hispanos o latinos de cualquier raza.